# Георги Петканов
Георги Петров Петканов е български политик и юрист.
От 24 юли 2001 г. е министър на вътрешните работи в правителството на Симеон Сакскобургготски, а от 2005 до 2007 г. е министър на правосъдието в това на Сергей Станишев.
През 2008 г. Георги Петканов е избран за конституционен съдия от квотата на Народното събрание.
През 1971 г. завършва право в Софийския университет (СУ), където негов състудент е Огнян Герджиков. Работи като прокурор в Девин (1972–74). От 1974 г. Георги Петканов е асистент в Юридическия факултет на СУ, като защитава дисертация за кандидат на юридическите науки през 1983 г. През същата година специализира в Московския държавен университет. От 1989 г. Георги Петканов е доцент, а през 1996 г. става професор.
От 1991 до 1995 г. Петканов е декан на Юридическия факултет, а в периода 1995 – 1997 г. е заместник-ректор на СУ. Бил е и председател на Общото събрание на СУ (1990 – 2003). Умира на 1 май 2015 г.
Женен, има син и два внука.